# Dinah Shore

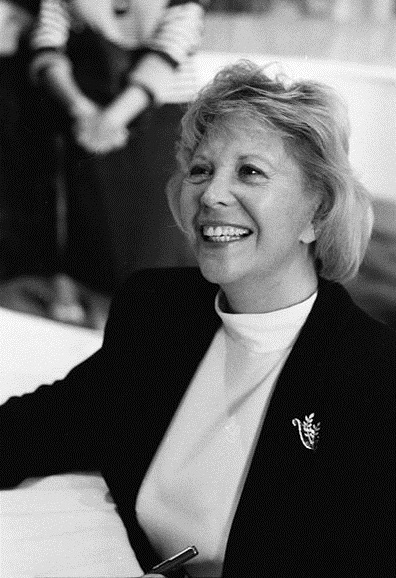
Dinah Shore, 1990

Dinah Shore, geborene Frances Rose Shore (* 29. Februar 1916 in Winchester, Tennessee; † 24. Februar 1994 in Beverly Hills, Kalifornien), war eine US-amerikanische Sängerin und Schauspielerin.

## Leben
Shore begann ihre Karriere als Teenager in Nashville, Tennessee, als Sängerin des Orchesters von Francis Craig und ging in den 1930er Jahren nach New York. Ihr Wunsch, als Sängerin in den großen populären Big Bands zu arbeiten, wurde jedoch von Tommy Dorsey und Benny Goodman nach Castings abgelehnt. Dennoch entschloss sie sich, als Solosängerin weiterzuarbeiten und erhielt 1940 einen Plattenvertrag.
1942 hatte sie ihren ersten großen Hit mit Blues in the Night, der sich über eine Million Mal verkaufte. In dem Musikfilm Thank Your Lucky Stars von 1943 gab sie ihr Filmdebüt. Im selben Jahr heiratete sie den Westernstar George Montgomery, mit dem sie bis 1962 verheiratet war und zwei Kinder hatte. 1944 hatte sie ihren ersten Nummer-eins-Hit in den USA mit I’ll Walk Alone aus dem Film Follow the Boys. Der Song war für einen Oscar nominiert. Sie entwickelte sich zur populärsten Sängerin der USA, was ihr auch die Türen in Hollywood öffnete. 1944 drehte sie drei weitere Filme, darunter Belle of the Yukon, allerdings ohne sich als Filmstar etablieren zu können.
In den 1950er Jahren wurde ihre Popularität durch das Fernsehen vergrößert. Ihre Dinah Shore Show war, noch bevor Frank Sinatra, Judy Garland und andere dieses Format der Musikshow mit Gästen für sich entdeckten, eine der beliebtesten Fernsehsendungen der USA. Ihre Show lief bis 1963. Gesponsert wurde sie von der Autofirma Chevrolet (deshalb auch Dinah Shore Chevy Show genannt), für die sie auch Werbung machte (See the USA in Your Chevrolet). In den 1970er Jahren hatte sie noch einmal eine nachmittägliche Talkshow namens Dinah!
Auch als Sängerin und Schauspielerin betätigte sie sich bis in die späten 1980er Jahre, dann erfolgte ihr Rückzug in den Ruhestand. Dinah Shore starb 1994 im Alter von 77 Jahren an Krebs. Die Beisetzung fand auf dem Hillside Memorial Park Cemetery in Culver City, Kalifornien, statt.

### Golf
Dinah Shore, die auch selbst Golf spielte, war eine langjährige Förderin des professionellen Frauen-Golfs. Im Jahre 1972 war sie Mitbegründerin des Colgate Dinah Shore Golf-Turniers, das heute unter dem Namen Kraft Nabisco Championship ausgetragen wird. Es ist eines der vier Major Golfturniere für Frauen auf der LPGA Tour. Das Turnier wird in jedem Frühjahr in der Nähe von Shores Haus in Rancho Mirage, Kalifornien ausgetragen. Shore war auch das erste weibliche Mitglied des berühmten Hillcrest Country Clubs in Los Angeles. 
In Anerkennung ihrer Verdienste um den Golfsport wurde Dinah Shore 1994 posthum als bisher einziges Ehrenmitglied in die World Golf Hall of Fame aufgenommen. „Diese Ehre wird nicht vergeben, sondern erworben“, sagte der LPGA-Bevollmächtigte Charles Mechem in seiner Laudatio. Im Jahre 1985 hatte sie schon den Patty Berg Award und 1993 den Old Tom Morris Award, die höchste Auszeichnung der Golf Course Superintendents Association of America (GCSAA) erhalten.

## Ehrungen
Auf dem Hollywood Walk of Fame besitzt Dinah Shore drei Sterne für ihre Arbeit in den Bereichen Fernsehen, Radio und Musik. Ein fünftägiges Lesben-Festival in Palm Springs, das seit 1991 stattfindet, ist nach ihr Dinah Shore Weekend benannt.
Im Laufe ihrer Karriere wurde Dinah Shore für insgesamt 17 Emmy Awards nominiert, achtmal gewann sie anschließend den Preis. Für die Serie Dinah! erhielt Shore 1977 eine Nominierung für den Golden Globe Award in der Kategorie Beste Serien-Hauptdarstellerin – Komödie oder Musical. Bereits 1956 war sie für ihren Gastauftritt in der Serie Disneyland mit einem Golden Globe Award ausgezeichnet worden.

## Filmografie (Auswahl)
- 1943: Thank Your Lucky Stars
- 1944: Up in Arms
- 1944: Follow the Boys
- 1944: Belle of the Yukon
- 1946: Bis die Wolken vorüberzieh’n (Till the Clouds Roll By)
- 1947: Fröhlich, Frei, Spaß dabei (Fun and Fancy Free; Zeichentrickfilm, Stimme)
- 1951–1957: The Dinah Shore Show (Fernsehserie)
- 1952: Aaron Slick from Punkin Crick
- 1956–1963: The Dinah Shore Chevy Show (Fernsehserie)
- 1974–1980: Dinah! (Fernseh-Talkshow)
- 1977: Oh Gott … (Oh, God!)
- 1979: Todesfalle auf dem Highway (Death Car on the Freeway) (Fernsehfilm)
- 1980: Der Gesundheits-Kongreß (HealtH)
- 1987: Hotel (Fernsehserie, Folge Past Tense)
- 1989: Mord ist ihr Hobby (Murder, She Wrote; Fernsehserie, Folge Alma Murder)